# Bryce Heffley
Bryce Allen Heffley (Kiowa, 16 luglio 1929 – 16 giugno 1998) è stato un cestista statunitense.

## Carriera
Dopo la carriera universitaria al Regis College, giocò nella AAU con i Denver Chevrolets.
Con gli Stati Uniti ha disputato il Campionato del mondo del 1950, vincendo la medaglia d'argento.